# Neosticta canescens
Neosticta canescens – gatunek ważki z rodziny Isostictidae.